# Косые Гряды
Косые Гряды — местечко в Кирилловском районе Вологодской области.
Входит в состав Алёшинского сельского поселения, с точки зрения административно-территориального деления — в Алёшинский сельсовет.
Расстояние до районного центра Кириллова по автодороге — 16,1 км, до центра муниципального образования Шиндалово по прямой — 3 км. Ближайшие населённые пункты — Сокирино, Васькино, Леунино, Кузино, Шиляково.
По переписи 2002 года население — 46 человек (23 мужчины, 23 женщины). Преобладающая национальность — русские (94 %).